# 島田陽磨
島田 陽磨（しまだ ようま、1975年 - ）は、日本のドキュメンタリー映画監督、プロデューサー、テレビディレクター。日本電波ニュース社所属。

## 経歴・人物
埼玉県坂戸市出身。埼玉県坂戸市生まれ。埼玉県立川越高等学校卒業。早稲田大学教育学部理学科生物学専修卒業。
同大の探検部に在籍時に、ペルー早稲田大学探検部員殺害事件が起き、対策本部長を務める。
翌年、亡くなった同期部員の足跡を追う調査をペルーで行った際に取材を受けたことがきっかけで、帰国後、誘われて日本電波ニュース社にアルバイトとして入社。
その後、テレビディレクターとして、2003年のイラク戦争の取材、レポートなど国内外の報道に携わり、 NHK、民放などのドキュメンタリー番組を制作。
2018年と2019年にかけて3度の訪朝取材を行い、北朝鮮と日本に引き裂かれた姉妹の58年ぶりの再会を描いた「ちょっと北朝鮮まで行ってくるけん。」を監督、制作。
- 探検部時代の同期に探検家でノンフィクション作家の角幡唯介がいる。
- ジャーナリストの安田純平は、川越高校の２年先輩。高校時代は面識はなく、2003年のイラク戦争の取材時にバクダッドで知り合い、お互い高校の同窓であることを知る。

## 作品
- 「二つの戦争・翻弄された日本兵と家族たち」(2015年朝日放送)[1]
  - 坂田記念ジャーナリズム賞受賞
- 「ベトナム戦争 40年目の真実」(2015年朝日放送)
  - ニューヨークフェスティバル ワールドベストテレビ&フィルム入賞
- 「ちょっと北朝鮮まで行ってくるけん。」（2021年 劇場公開作品）[2]
  - 第76回毎日映画コンクールドキュメンタリー部門ノミネート
  - World Media Festival 2023 ドキュメンタリー部門(Human Concerns) 金賞
  - ニューヨークフェスティバル 2023 ドキュメンタリー部門(History & Society) 銀賞[3]
  - US International Award 2023 ドキュメンタリー部門(History & Society) 銀賞
- 『Live,Live.LIVE』[4]
  - Tokyo Docs 2023 ショートドキュメンタリー・ショーケース最優秀作品賞。
- 『生きて、生きて、生きろ。』(2024年劇場公開作品) http://ikiro.ndn-news.co.jp/